# Biserica Vovidenia din Iași
Biserica Vovidenia din Iași  este situată pe Strada Vovideniei nr. 1, în apropierea Mănăstirii Golia. Biserica are hramul Intrarea în Biserică a Maicii Domnului și a fost ridicată în secolul XVII, se pare că prin anul 1645. 